# 严震
严震（724年—799年），字遐闻，梓州盐亭县（今四川省盐亭县）人，唐朝官员。
严震本是农家子，以财产雄于乡里。唐肃宗至德、乾元年间，多次用家产助军，授为州长史。西川节度使严武知其才干，署任他为押衙，委任他军府众务。历任凤州刺史、兴凤两州团练使，为政清严，兴利除害。唐德宗建中三年，拜山南西道节度观察等使。朱泚之乱，派人招抚他，严震斩杀了他。唐德宗想要到山南，严震奉表迎驾，李怀光以骑兵追袭德宗，幸亏严震的山南兵得免。以护卫德宗之功，加检校户部尚书、兴元尹，封冯翊郡王。贞元元年，入朝陪祭。贞元十一年，加同平章事。卒谥忠穆，贈太保。

## 家族
曾祖嚴豐，劔州司馬。祖父嚴知本，益州雙流縣尉贈遂州刺史。父嚴審䌉，本郡長史贈尚書左僕射。
前夫人武功蘓氏，継夫人沂國夫人王氏。有四子：嚴靖、嚴協、嚴公弼、嚴公貺。有女五人，其三王氏所出。女婿北海唐欵等。
兄嚴霈，生嚴公瑾，兼御史。弟嚴霔，司勋郎中；生嚴公素、嚴公衡。